# Lilith (Megami Tensei)
Lilith (リリス Ririsu?), även känd som Yuriko (由利子?), är en återkommande figur i datorspelsserien Megami Tensei, och är en demon som baseras på den mytologiska figuren Lilit. Hon designades av Kazuma Kaneko, och framträdde för första gången år 1992 i spelet Shin Megami Tensei, i vilket hon antingen är en antagonist eller en allierad, beroende på vilken livsåskådning spelarens figur har. Hennes egen livsåskådning är "kaos", vilket innebär att hon står för individualism, anarkism och fri kunskap, och har för avsikt att skapa en helt meritokratisk värld.

## Skapande

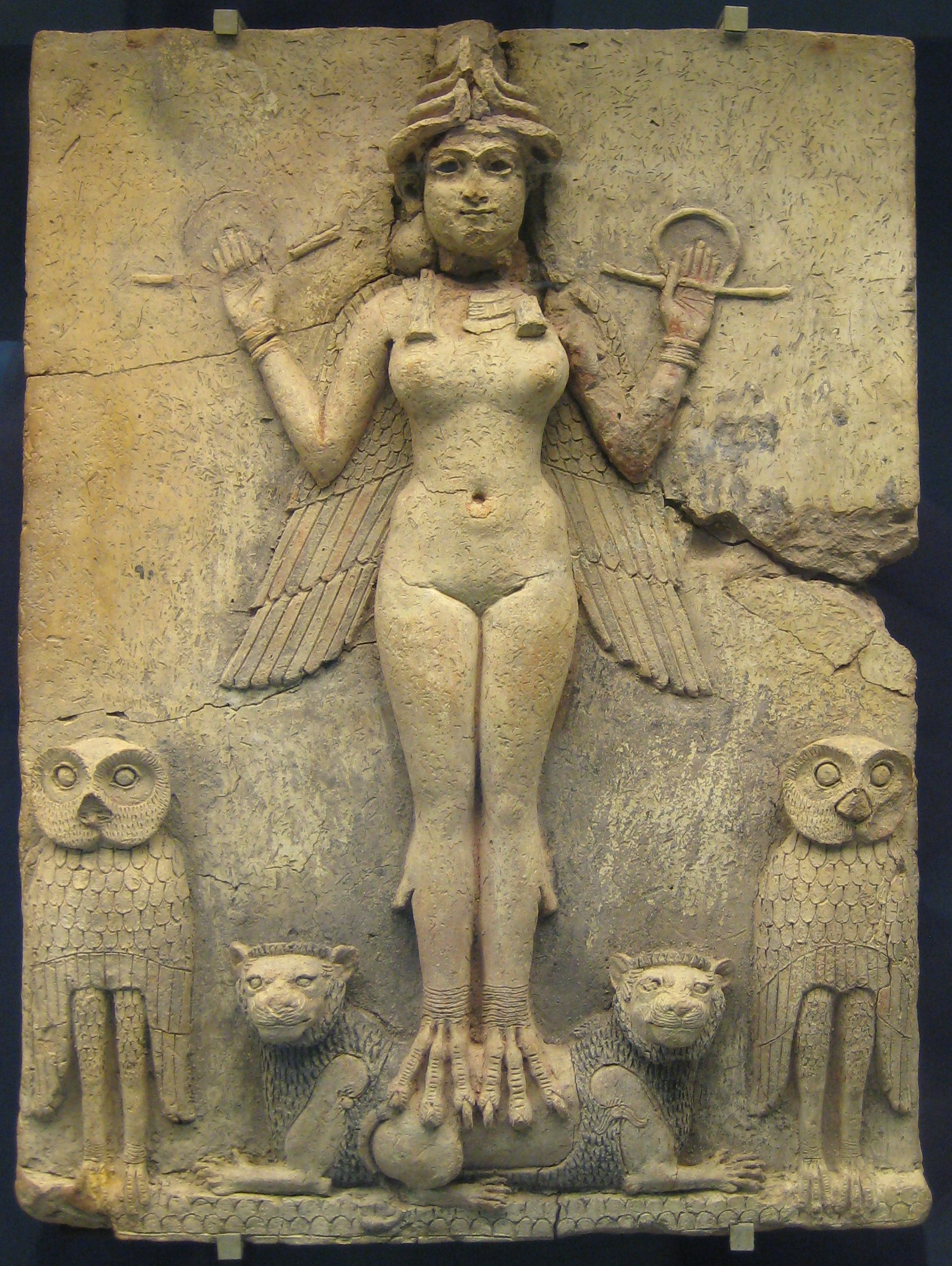
Liliths demoniska form i Shin Megami Tensei IV baseras på Burney-reliefen.

Lilith designades av Kazuma Kaneko, och baserades utseendemässigt på dels John Colliers målning Lilith (1892), och dels Slavitza Jovans framträdande som gudomen Gozer i filmen Ghostbusters – Spökligan (1984). Då hon är en viktig figur i Shin Megami Tenseis handling, tecknade Kaneko concept art för henne innan han skapade hennes sprites; detta i kontrast till den vanligare ordningen, där spelgrafiken skapas först för att man skulle kunna vara säker på att den skulle fungera inom spelkonsolen Super Famicoms hårdvarubegränsningar.
Hennes demonform designades om av Keita Amemiya i Shin Megami Tensei IV (2013). Designen liknar delvis en uggla, och är baserad på kvinnan i Burney-reliefen; det har föreslagits att reliefen föreställer antingen just Lilit, eller Ishtar eller Ereshkigal.
Även hennes mänskliga form designades om något i Shin Megami Tensei IV, där hon tecknades av Masayuki Doi; istället för hennes pompadour från Shin Megami Tensei har hon där en pixiefrisyr, och är klädd i en svart Demonica - en sorts rustning som introducerades i det föregående spelet Shin Megami Tensei: Strange Journey (2009).
I sin mänskliga förklädnad går Lilith under namnet Yuriko (由利子?), som kommer från "yuri" (ユリ?), det japanska ordet för lilja.

## Framträdanden
- Shin Megami Tensei

### Shin Megami Tensei if...
I Shin Megami Tensei if... (1994) regerar Lilith över Avundsjukans värld; spelarfiguren, en flicka vid namn Tamaki Uchida, möter henne bara om spelaren har valt att alliera sig med en av figurerna Yumi Shirakawa och Reiko Akanezawa.

### Devil Survivor 2
I Shin Megami Tensei: Devil Survivor 2 (2011) framträder Lilith som en antagonist under den fjärde dagen av sekvensen "Original Wife", i vilken hon kontrollerar en här av kvinnliga demoner.

### Shin Megami Tensei IV
I Shin Megami Tensei IV förklär Lilith sig med en svart Demonica - en sorts rustning som soldaterna i Shin Megami Tensei: Strange Journey använder - och tar sig in i Guds rike, det österländska kungadömet Mikado, för att upplösa dess kastsystem, lära bönderna att läsa, och ge dem kunskap om världen utanför Mikado. Hon tillfångatas och avrättas, men lovar att återuppstå så många gånger som krävs.
Spelarfiguren - en samuraj från Mikado vid namn Flynn - och hans vänner stöter senare på henne igen i Tokyo, där hon - under aliaset Yuriko - är ledare för "kaos"-sekten Gaea-ringen ("Ring of Gaea"), och avslöjar sig vara demonen Lilith. Hennes ideal om en värld där starka personer kan göra skillnad oavsett var de föddes eller vilka deras föräldrar var, tilltalar samurajen Walter - som är Shin Megami Tensei IV:s "kaos"-hjälte, och som är son till en fiskare.
Han blir en av Liliths allierade, vilket även Flynn kan välja att bli. Om han väljer att fortsätta med "kaos" som sin livsåskådning till spelets slut, och allierar sig med Lucifer, får han möta Lilith en sista gång i Mikado där hon skrattar åt honom för att han har låtit sig bli ännu ett av Lucifers verktyg.